# Krščanska adventistična cerkev
Krščanska adventistična cerkev je protestantska krščanska cerkev, ki se razlikuje od drugih predvsem po posvečevanju sobote, sedmega dne po krščanskem in židovskem koledarju, in po poudarku na skorajšnjem drugem prihodu Jezusa Kristusa. Po svetu je znana tudi kot Cerkev adventistov sedmega dne (angleško Seventh-day Adventist church) ali Adventistična cerkev (angleško Adventist church), vernike pa pogosto imenujejo adventisti.
Denominacija je zrasla iz mileritskega gibanja v ZDA sredi 19. stoletja in je bila uradno ustanovljena leta 1863. Med njenimi soustanovitelji je bila Ellen G. White; njene obsežne spise cerkev še vedno visoko ceni. Velik del teologije Krščanske adventistične cerkve ustreza običajnim evangeličanskim krščanskim naukom, na primer nauk o Trojici in nezmotljivosti Svetega pisma. Prepoznavna nauka sta tudi nezavedno stanje mrtvih in preiskovalna sodba.
Cerkev je znana po tem, da poudarja zdrav življenjski slog, vključno z upoštevanjem svetopisemskih prehrambnih nasvetov in spodbujanjem vegetarijanstva. Znana je tudi po promociji verske svobode ter svojih konservativnih načelih in življenjskem slogu.

Cerkev na svetovnem nivoju vodi Generalna konferenca, ki je razdeljena na manjše regije, imenovane divizije, unije in lokalne konference. Krščanska adventistična cerkev je trenutno ena najhitreje rastočih in najbolj razširjenih cerkva na svetu z več kakor 21 milijoni krščenih članov. Je etnično in kulturno raznolika. Misijonarsko aktivna je v več kot 215 državah in ozemljih. Cerkev upravlja z več kot 7500 šolami, vključno z več kot 100 visokošolskimi ustanovami, številnimi bolnišnicami in založbami po svetu. Poleg tega ima svojo humanitarno organizacijo, znano kot Adventist Development and Relief Agency (Adventistična agencija za razvoj in pomoč), ADRA.

## Ime
V imenu cerkve sta poudarjeni dve glavni lastnosti cerkve: advent in sedmi dan. Beseda advent pomeni pričakovanje in označuje pričakovanje drugega Jezusovega prihoda. Beseda sedmi dan pa označuje posvečevanje sedmega dne - sobote - kot dneva počitka. V Svetem pismu je namreč v desetih Božjih zapovedih zapisano: "Spominjaj se sobotnega dne in ga posvečuj!" (2 Mz 20,8).

## Zgodovina
Krščanska adventistična cerkev je največja izmed skupin, ki so nastale zaradi mileritskega gibanja v 40. letih  19. stoletja. William Miller je na podlagi svetopisemskih vrstic iz Daniela 8,14-16 in načela »dan za leto« napovedal, da se bo Jezus Kristus vrnil na zemljo med pomladjo 1843 in pomladjo 1844. Poleti 1844 so mileriti sprejeli prepričanje, da se bo Jezus vrnil 22. oktobra 1844. Millerjeva napačna napoved je postala znana kot »veliko razočaranje« (ang. great disappointment).
Hiram Edson in drugi mileriti so verjeli, da so bili Millerjevi izračuni pravilni, vendar jih je napačno interpretiral, saj je domneval, da bo Kristus prišel očistit svet. Ti adventisti so prišli do zaključka, da je v Danielu 8,14 napovedan Kristusov vstop v najsvetejše nebeškega svetišča in ne njegov drugi prihod. V naslednjih nekaj desetletjih se je to razumevanje razvilo v doktrino preiskovalne sodbe, v eshatološki proces, ki se je začel leta 1844, v katerem se bo vsaki osebi sodilo, ali je upravičena do odrešenja; Božja pravičnost bo potrjena pred vsem vesoljem. Ta skupina adventistov je še naprej verjela v skorajšnji drugi Kristusov prihod, vendar se je uprla določanju novih datumov dogodka, pri čemer so navajali Razodetje 10,6: »Ne bo več časa!«

## Verovanje
Uradni nauk Krščanske adventistične cerkve je izražen v 28 temeljnih verovanjih. To izjavo je prvotno sprejela Generalna konferenca leta 1980; leta 2005 je dodala še eno verovanje (številka 11). Sprejem krstnih zaobljub cerkve je predpogoj za članstvo.
Adventistična doktrina je podobna trinitarni protestantski teologiji s predmilenijskimi in arminijanskimi poudarki. Adventisti podpirajo nauke, kot so nezmotljivost Svetega pisma, odkupna daritev, vstajenje mrtvih in opravičenje samo po veri. Opravljajo krst s potopitvijo in verjamejo v stvarjenje v šestih dobesednih dneh. 
Obstaja splošno priznan niz doktrin, ki adventizem razlikuje od preostalega krščanskega sveta, vendar vse te doktrine niso popolnoma edinstvene za adventizem:
- Božje zapovedi (19. temeljno verovanje) – Božji zakon je utelešen v desetih zapovedih, ki so še vedno zavezujoče za kristjane.
- Šabat (20. temeljno verovanje) – Gospodov dan (šabat, sobota) je treba posvečevati sedmi dan v tednu, natančneje od sončnega zahoda v petek zvečer do sončnega zahoda v soboto zvečer.
- Drugi prihod in čas konca (25.–28. temeljno verovanje) – Jezus Kristus se bo vidno vrnil na zemljo po času stiske, med katero bo šabat postal svetovna preizkušnja. Drugemu prihodu bo sledila tisočletna vladavina zveličanih v nebesih. Adventistična eshatologija temelji na historicistični metodi preroške razlage.
- Človeška narava (7. in 26. temeljno verovanje) – Ljudje smo nedeljiva telesna, umska in duševna celota. Naša duša ni nesmrtna; po smrti ni zavesti.
- Pogojna nesmrtnost (27. temeljno verovanje) – Krivični ne bodo trpeli večnih muk v peklu, ampak bodo za večno uničeni.
- Veliki spopad (8. temeljno verovanje) – Človeštvo je vključeno v veliki spopad med Jezusom Kristusom in Satanom. Ta boj se je začel v nebesih, ko je ustvarjeno bitje po svoji svobodni odločitvi zaradi ošabnosti postalo Satan, Božji sovražnik, in zapeljalo v upor del angelov.
- Nebeško svetišče (24. temeljno verovanje) – Jezus Kristus je ob svojem vnebohodu začel odkupno službo v nebeškem svetišču. Leta 1844 je začel čistiti nebeško svetišče.
- Preiskovalna sodba (24. temeljno verovanje) – Leta 1844 se je začela sodba kristjanov, pri kateri se odpirajo nebeške knjige vsemu vesolju na vpogled. Preiskovalna sodba bo razkrila, kdo bo odrešen, in pred vsem vesoljem potrdila, da je Bog pravično ravnal s človeštvom.
- Ostanek (13. temeljno verovanje) – Na koncu časa bo živel ostanek, ki bo spoštoval Božje zapovedi in bo imel Jezusovo pričevanje. Svetu bo oznanjal sporočilo treh angelov iz Razodetja 14,6-12.
- Duh preroštva (18. temeljno verovanje) – Dela Ellen G. White se običajno imenuje »duh preroštva«. Njeni spisi so stalen in veljaven vir resnice, ki daje cerkvi tolažbo, smernice, nauk in grajo. Spisi jasno poudarjajo, da je Sveto pismo merilo, po katerem se morajo presojati in ocenjevati vsi nauki in izkušnje.

## Cerkev po svetu
Cerkev je navzoča v 203 državah po vsem svetu in ima več kakor 20 milijonov krščenih odraslih vernikov. Poleg verskega deluje tudi na vzgojno-izobraževalnem (7442 vzgojno-izobraževalnih ustanov od osnovnih šol do univerz) in zdravstvenem področju (764 zdravstvenih ustanov) in izvaja številne družbeno koristne dejavnosti.

## V popularni kulturi
Film Greben rešenih (ang. Hicksaw Ridge) prikazuje življenje adventista sedmega dne in prejemnika medalje časti Desmonda Dossa. Roman Pot v Wellville (ang. The Road to Wellville) temelji na življenju adventističnega zdravnika Johna Harveyja Kelloga, izumitelja koruznih kosmičev. Krik v temi (ang. A Cry in the Dark), film o smrti Azarie Chamberlain, prikazuje predsodke, s katerimi so se soočili njeni starši zaradi napačnih predstav o njihovi veri.